# Cabdill gorja-rogenc
El cabdill gorja-rogenc (Hemitriccus rufigularis) és un ocell de la família dels tirànids (Tyrannidae).

## Hàbitat i distribució
Habita els boscos dels Andes del centre i sud-est del Perú i oest de Bolívia.